# Насименту Боржес, Венделл
Ве́нделл Насиме́нту Бо́ржес (порт.-браз. Wendell Nascimento Borges; род. 20 июля 1993, Форталеза, Бразилия) — бразильский футболист, крайний защитник клуба «Порту» и сборной Бразилии.

## Клубная карьера

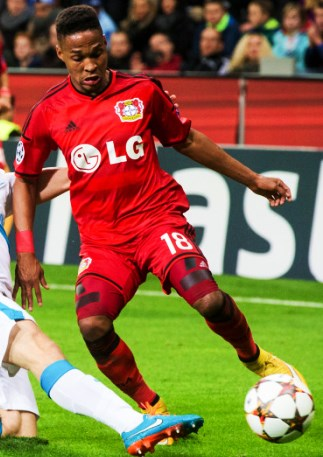
Венделл в составе «Байер-04»

Венделл начал карьеру в клубе «Ирати». Через год он перешёл в «Лондрину» в составе которой выиграл Лигу Паранаэнсе. Вторую половину 2012 года Винделл провёл в «Паране» на правах аренды, а затем также на правах аренды перешёл в «Гремио». 12 сентября 2013 года в матче против «Наутико» он дебютировал в бразильской Серии А. 2 февраля 2014 года в поединке Лиги Гаушу против «Жувентуде» Венделл забил свой первый гол за «Гремио».
Летом 2014 года Венделл перешёл в леверкузенский «Байер-04». 15 августа 2014 года он дебютировал за команду, заменив Себастьяна Бёниша в первом раунде Кубка Германии против команды шестого уровня «Алеманию Вальдальгесхайм». 21 сентября в матче против «Вольфсбурга» он дебютировал в Бундеслиге. 13 марта 2015 года он забил свой первый гол за клуб в матче против «Штутгарта».
19 августа 2021 года Венделл перешёл в «Порту» за 4 миллиона евро. Контракт подписан до 2025 года.

## Международная карьера
В 2014 году в составе молодёжной сборной Бразилии Венделл выиграл Турнир в Тулоне. Венделл получил свой первый вызов в сборную Бразилии на отборочные матчи чемпионата мира 2018 против Боливии и Венесуэлы в октябре 2016 года, заменив Марсело.

## Достижения
«Лондрина»
- Чемпион штата Парана: 2013

«Порту»
- Чемпион Португалии: 2021/22
- Обладатель Кубка Португалии: 2021/22, 2022/23

Бразилия (до 21)
- Победитель Турнира в Тулоне: 2014